# Esperanto Island
Esperanto Island (englisch; bulgarisch остров Есперанто ostrow Esperanto) ist eine 950 m lange, 900 m breite und bis zu 290 m hohe Insel vor der Nordküste der Livingston-Insel im Archipel der Südlichen Shetlandinseln in Antarktika. Sie ist die größte und nordwestlichste der Zed Islands und liegt 70 m nordwestlich von Phanagoria Island sowie 2,7 km nordwestlich des Williams Point.
Bulgarische Wissenschaftler kartierten sie 2009. Die bulgarische Kommission für Antarktische Geographische Namen benannte sie im selben Jahr nach der Sprache Esperanto.